# Kokonniemi (udde i Södra Karelen)
Kokonniemi är en udde i Finland. Den ligger i Luumäki i landskapet Södra Karelen, i den södra delen av landet, 170 km nordost om huvudstaden Helsingfors.
Terrängen inåt land är huvudsakligen platt. Runt Kokonniemi är det mycket glesbefolkat, med 5 invånare per kvadratkilometer. Närmaste större samhälle är Luumäki, 4,6 km söder om Kokonniemi. 